# Văleni (gmina Călățele)
Văleni (węg. Magyarvalkó) – wieś w Rumunii, w okręgu Kluż, w gminie Călățele. W 2011 roku liczyła 300 mieszkańców.